# Eureka Rebellion
Eureka Rebellion (ang. Bunt Eureki) – powstanie górników złota w miejscowości Ballarat (Wiktoria, Australia), mające miejsce w roku 1854. Wymierzone zostało przeciwko brytyjskim władzom kolonii, które to w trakcie wiktoriańskiej gorączki złota obłożyły górników wymogiem posiadania licencji wydobywczej, horrendalnie wysokim podatkiem wynikającym z jej posiadania (wobec którego nie mogli się formalnie sprzeciwić, gdyż nie mieli praw wyborczych), a także na inne sposoby traktowali górników w sposób brutalny i niesprawiedliwy, głównie podczas pobierania opłat. Punktem kulminacyjnym konfliktu była bitwa o Palisadę Eureka, stoczona 3 grudnia 1854 roku w Eureka Lead.

Masowe poparcie ze strony opinii publicznej dla pojmanych po bitwie górników, które objawiło się w trakcie ich procesu sądowego w Melbourne, doprowadziło do uniewinnienia 13 schwytanych rebeliantów oskarżonych o zdradę stanu, a potem do wybrania przywódcy buntu, Petera Lalora, do parlamentu kolonii, gdzie pełnił później funkcję spikera Zgromadzenia Ustawodawczego Wiktorii. Wskutek tego wzdrożonych zostało kilka reform, o które zabiegali rebelianci, w tym ustawodawstwo przewidujące powszechne prawo wyborcze dla dorosłych mężczyzn w wyborach do Zgromadzenia Ustawodawczego oraz zniesienie cenzusu majątkowego dla członków Zgromadzenia. Eureka Rebellion, mimo kontrowersji, utożsamiana jest dziś z narodzinami demokracji w Australii i traktowana jest jako polityczna rewolucja. W celu upamiętnienia buntu stworzony został Eureka Stockade Memorial Park, którego centralnym elementem jest zawieszona flaga Eureki, wyglądem przypominająca tą, pod którą zbuntowani górnicy przysięgali wierność i która powiewała nad polem bitwy.

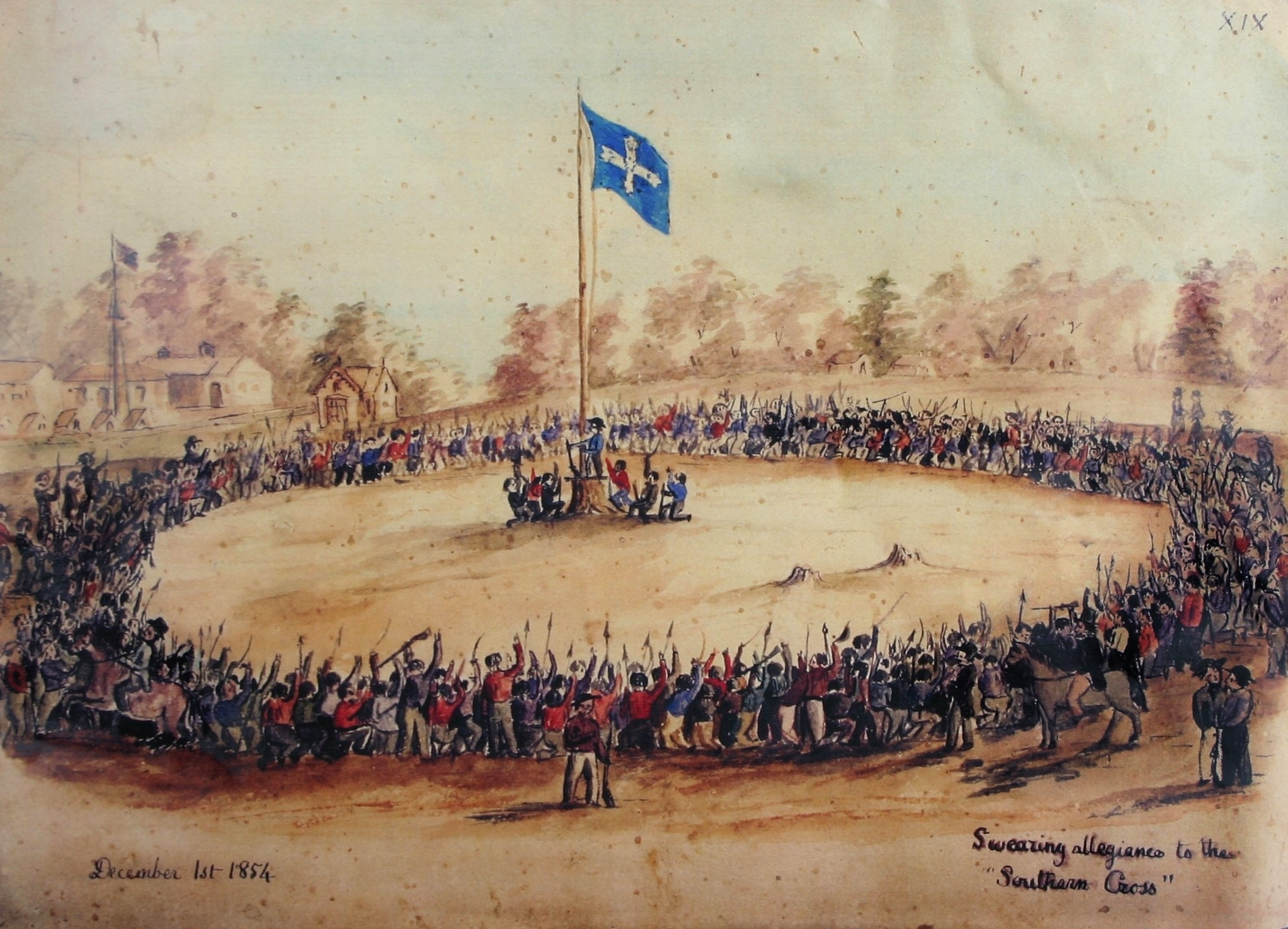
Przysięga wierności Krzyżowi Południa, autorstwa Charlesa Doudieta, Galeria Sztuki w Ballarat
Nowoczesna wersja używanej przez rebeliantów flagi Eureka
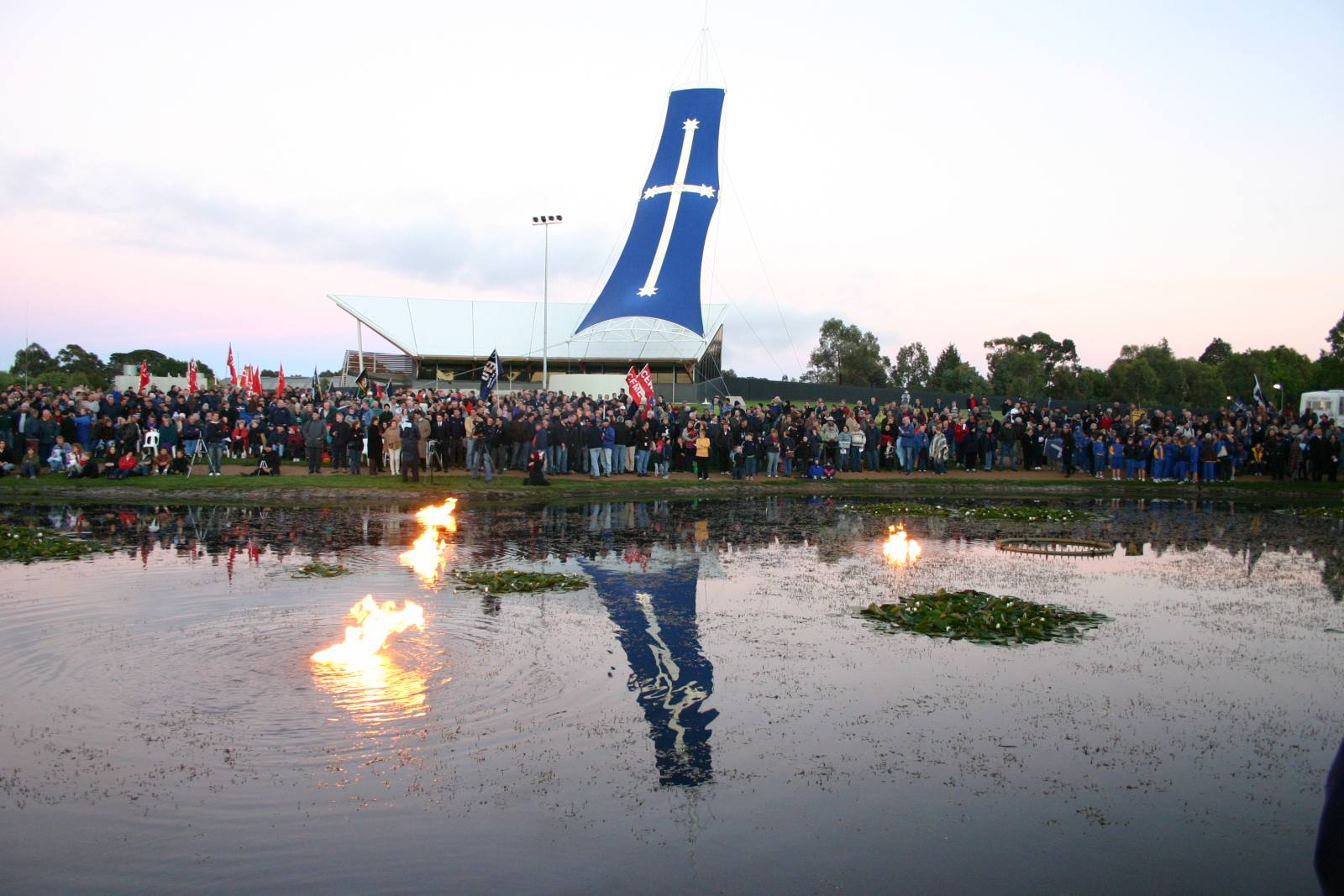
Miejsce pamięci (Eureka Centre) w 150. rocznicę jej oficjalnego ustanowienia, 3 grudnia 2004